# Novés
Novés ist eine Kleinstadt und eine zentralspanische Gemeinde (municipio) mit 3.463 Einwohnern (Stand: 2024) in der Provinz Toledo in der Autonomen Gemeinschaft Kastilien-La Mancha.

## Lage und Klima
Die Kleinstadt Novés liegt zwischen der Autovía A-5 und der A-40 knapp 35 km (Fahrtstrecke) nordwestlich von Toledo in der historischen Provinz La Mancha in einer Höhe von ca. 575 m; bis nach Madrid sind es knapp 75 km in nordöstlicher Richtung. Das Klima im Winter ist rau, im Sommer dagegen trocken und warm; der spärliche Regen (ca. 385 mm/Jahr) fällt überwiegend in den Wintermonaten.

## Bevölkerungsentwicklung
| Jahr      | 1857  | 1900  | 1950  | 2000  | 2017  |
| Einwohner | 2.305 | 2.646 | 2.168 | 1.545 | 2.721 |

Nach einem deutlichen Bevölkerungsrückgang infolge der Mechanisierung der Landwirtschaft und der Aufgabe bäuerlicher Kleinbetriebe in der zweiten Hälfte des 20. Jahrhunderts profitierte die Kleinstadt seit Beginn des 21. Jahrhunderts von den vergleichsweise günstigen Immobilienpreisen auf dem Lande und der guten Verkehrsanbindung zum Großraum Madrid.

## Wirtschaft
Das Umland von Novés war und ist im Wesentlichen landwirtschaftlich geprägt, wobei der Weinbau und Olivenbaumplantagen wichtige Rollen spielen; die Kleinstadt selbst diente als handwerkliches und merkantiles Zentrum für die umliegenden Dörfer.

## Geschichte
Obwohl keine prähistorischen, römischen, westgotischen und maurischen Funde gemacht wurden, ist die Anwesenheit von Siedlern und Soldaten in der Region wahrscheinlich. Im Jahr 1085 wurde sie von Alfons VI. zurückerobert (reconquista), jedoch kurz darauf von den berberischen Almoraviden erneut bedroht. Erst unter Alfons VII. (reg. 1126–1157) wurde die Region La Mancha um das Jahr 1130 endgültig christlich. Im 13. Jahrhundert wird der Ort erstmals urkundlich erwähnt. Hier kreuzten sich die spätmittelalterlichen und frühneuzeitlichen Handelswege von Toledo nach Valladolid und von Plasencia nach Madrid.

## Sehenswürdigkeiten

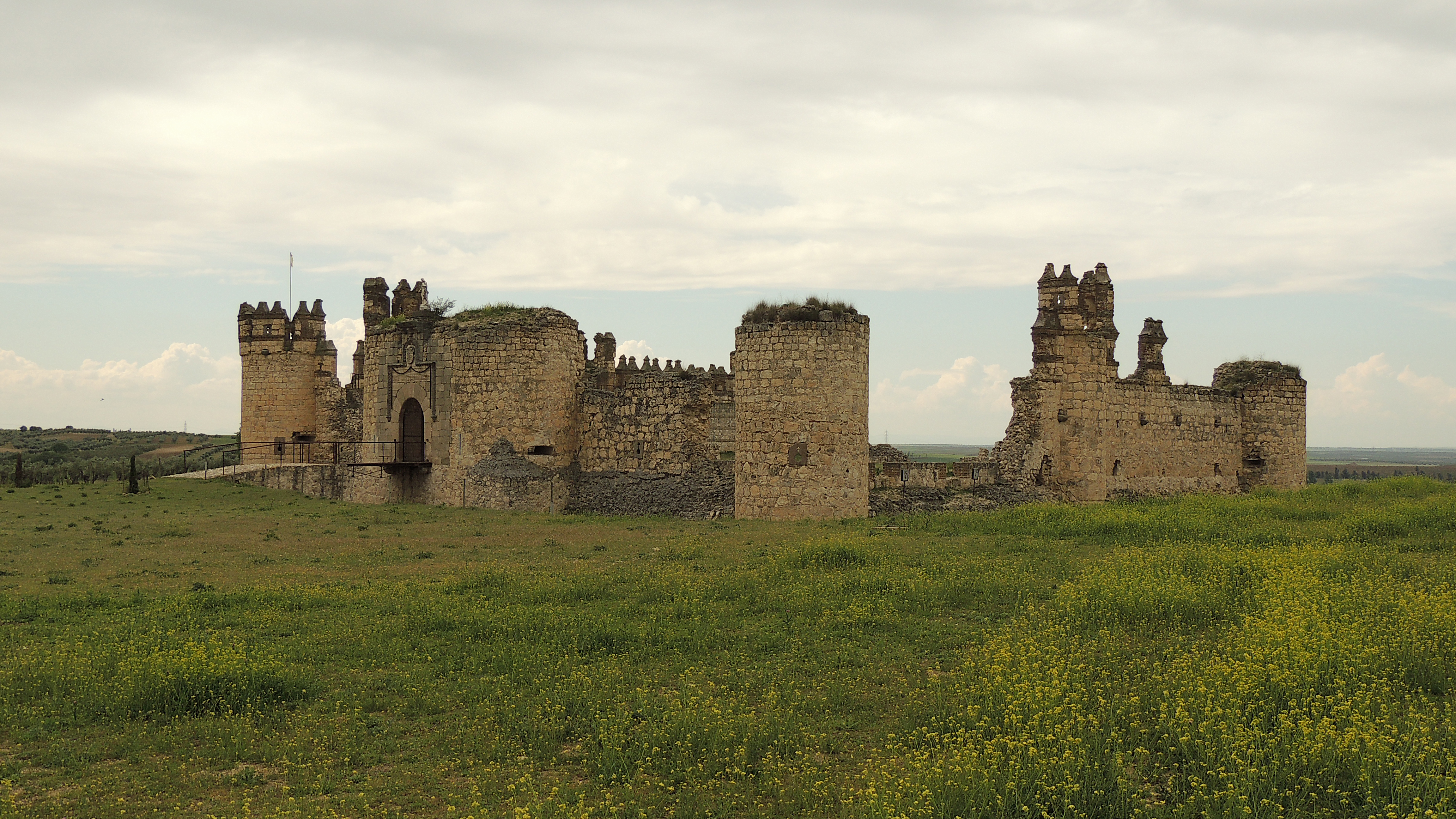
Castillo de San Silvestre

- Die dreischiffige Iglesia de San Pedro Apóstol wurde – mit Ausnahme des älteren Glockenturms (campanario) – um die Mitte des 17. Jahrhunderts nach Plänen des augustinischen Architekten Lorenzo de San Nicolás (1595–1679) erbaut.[5] Die schmucklose Ziegelsteinfassade zeigt merkwürdige Einkerbungen, was auf eine geplante, aber nicht ausgeführte Natursteinverkleidung hinweist. Das Innere wurde im 18. Jahrhundert komplett umgestaltet.
- Die Casa de Las Cadenas war im 14. und 15. Jahrhundert eine Synagoge.

Umgebung
- Ca. 3 km nordwestlich (40° 4′ 4,8″ N, 4° 18′ 19,7″ W), nahe der Grenze zur Nachbargemeinde Maqueda befinden sich die imposanten Ruinen des Castillo de San Silvestre.
- Die ca. 2 km außerhalb des Ortes stehende Einsiedlerkirche Ermita de Nuestra Señora de la Monjía erinnert an zwei Marienerscheinungen der Virgen de la Monjía.
- In einem Schreiben (relación) Philipps II. wird die Ermita de Santísimo Cristo de la Sangre und die ihr angeschlossene Bruderschaft (cofradía) erstmals erwähnt.[6]